# Cathédrale Saint-Columbkille de Pembroke
Cette  cathédrale n’est pas la seule cathédrale Saint-Colomba.
La cathédrale Saint-Columbkille de Pembroke est la cathédrale catholique du diocèse de Pembroke, située à Pembroke en Ontario au Canada. Elle est nommée selon son patron, Colomba d'Iona, un missionnaire irlandais connu pour avoir propagé le christianisme en Écosse, dont le nom est épelé Columbkille en scots.

## Religion

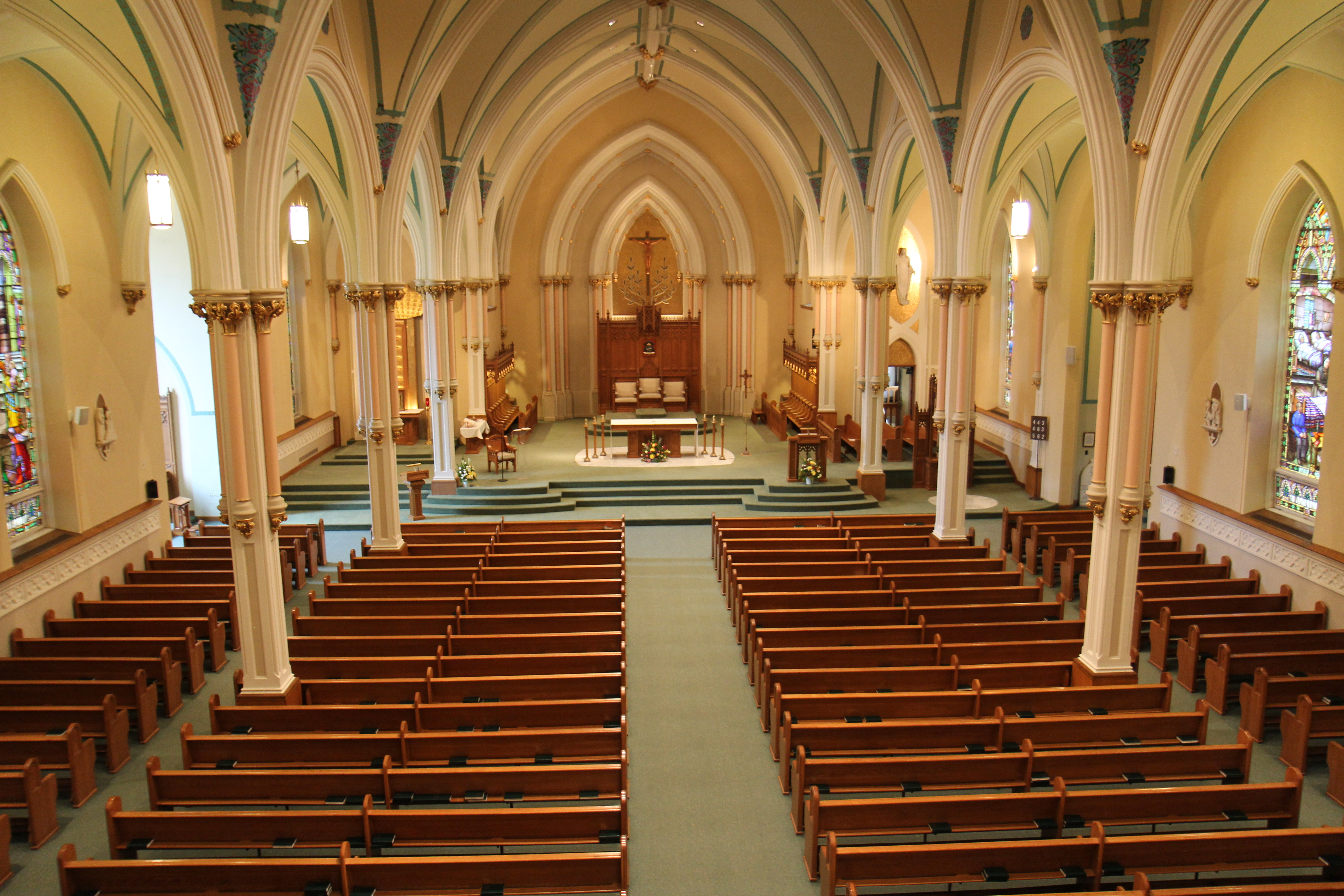
Intérieur de la cathédrale Saint-Columbkille.

La cathédrale Saint-Columbkille est l'église-mère du diocèse de Pembroke de l'Église catholique. Le rite utilisé dans la cathédrale est le rite romain, c'est-à-dire le rite majoritaire de l'Église catholique. La patron de la cathédrale est Colomba d'Iona, un missionnaire irlandais connu pour avoir propagé le christianisme en Écosse, dont le nom est épelé Columbkille en scots.
La cathédrale Saint-Columbkille fait partie des sanctuaires au Canada qui comprennent des portes de la Miséricorde utilisée en année de la Miséricorde.

## Histoire
La construction de la première église a été achevée en 1851. Elle était située du côté est de la rivière Muskrat. Colomba d'Iona, un missionnaire irlandais connu pour avoir propagé le christianisme en Écosse, dont le nom est épelé Columbkille en scots, a été choisi comme patron de l'église qui a ainsi été nommée en son honneur. Cette église a reçu son premier pasteur permanent en 1856, le père John Gillie. En 1866, le bâtiment de l'église a été agrandi. Après avoir constaté que le centre de la communauté locale se déplaçait du côté ouest de la rivière Muskrat, la construction d'une nouvelle église de ce côté a commencé en 1872. Le sort exact de ce bâtiment est inconnu : il existait toujours en 1905, mais était détruit en 1956.
Le 11 juillet 1882, le vicariat apostolique de Pontiac a été fondé. Grâce à son emplacement central, Pembroke a été choisi pour être son siège. Puisque la paroisse de Saint-Columbkille en était la plus grande, son église a été choisie temporairement par l'évêque. À la fin des années 1880, le bâtiment de l'église a été agrandi. Le 4 mai 1898, le vicariat apostolique de Pontiac a été élevé au rang de diocèse et devint le diocèse de Pembroke. Le 9 août 1907, la cathédrale a été consacrée.
En mai 1951, des rénovations importantes de la cathédrale furent entamées. Après le IIe concile œcuménique du Vatican dans les années 1960, la cathédrale fut de nouveau rénovée afin de l'adapter pour avoir une plus grande surface pour le sanctuaire et pour que le célébrant soit face à l'assemblée. Après ces rénovations, la cathédrale fut à nouveau consacrée par l'évêque.
En 1981, le décor et la peinture de l'intérieur de la cathédrale ont été refaits. En 2000, en préparation pour le Jubilé de la Miséricorde de 2000, le décor de la cathédrale a été à nouveau refait.